# Panax
Panax este un gen de plante din familia Araliaceae, din care face parte ginsengul (Panax ginseng). Speciile din acest gen sunt caracterizate de prezența ginsenozidelor și ginotininelor.

## Specii
Genul Panax
Subgenul Panax
Secțiunea Panax
Seria Notoginseng
Panax notoginseng  (Burkill) F.H.Chen  (san qi, tian qi sau tien chi)
Seria Panax
Panax bipinnatifidus  Seem. 
var. angustifolius  (Burkill) J.Wen 
Panax ginseng  C.A.Mey.  (ginsengul)
Panax japonicus  (T.Nees) C.A.Mey. 
Panax quinquefolius  L.  (ginsengul american)
Panax sokpayensis  Shiva K.Sharma & Pandit 
Panax vietnamensis  Ha & Grushv. 
Panax wangianus  S.C.Sun 
Panax zingiberensis  C.Y.Wu & Feng 
Secțiunea Pseudoginseng
Panax pseudoginseng  Wall. 
Panax stipuleanatus  H.T.Tsai & K.M.Feng 
Subgenul Trifolius
Panax trifolius  L. 